# El hombre demolido
El hombre demolido (título original en inglés: The Demolished Man) es una novela de ciencia ficción del escritor estadounidense Alfred Bester, ganadora del primer premio Hugo a la mejor novela en 1953. La historia primero fue publicada por entregas en 3 partes, empezando en enero de 1952 en la revista Galaxy Science Fiction, a lo cual siguió la publicación de la novela el año siguiente. 

## Elementos de la obra

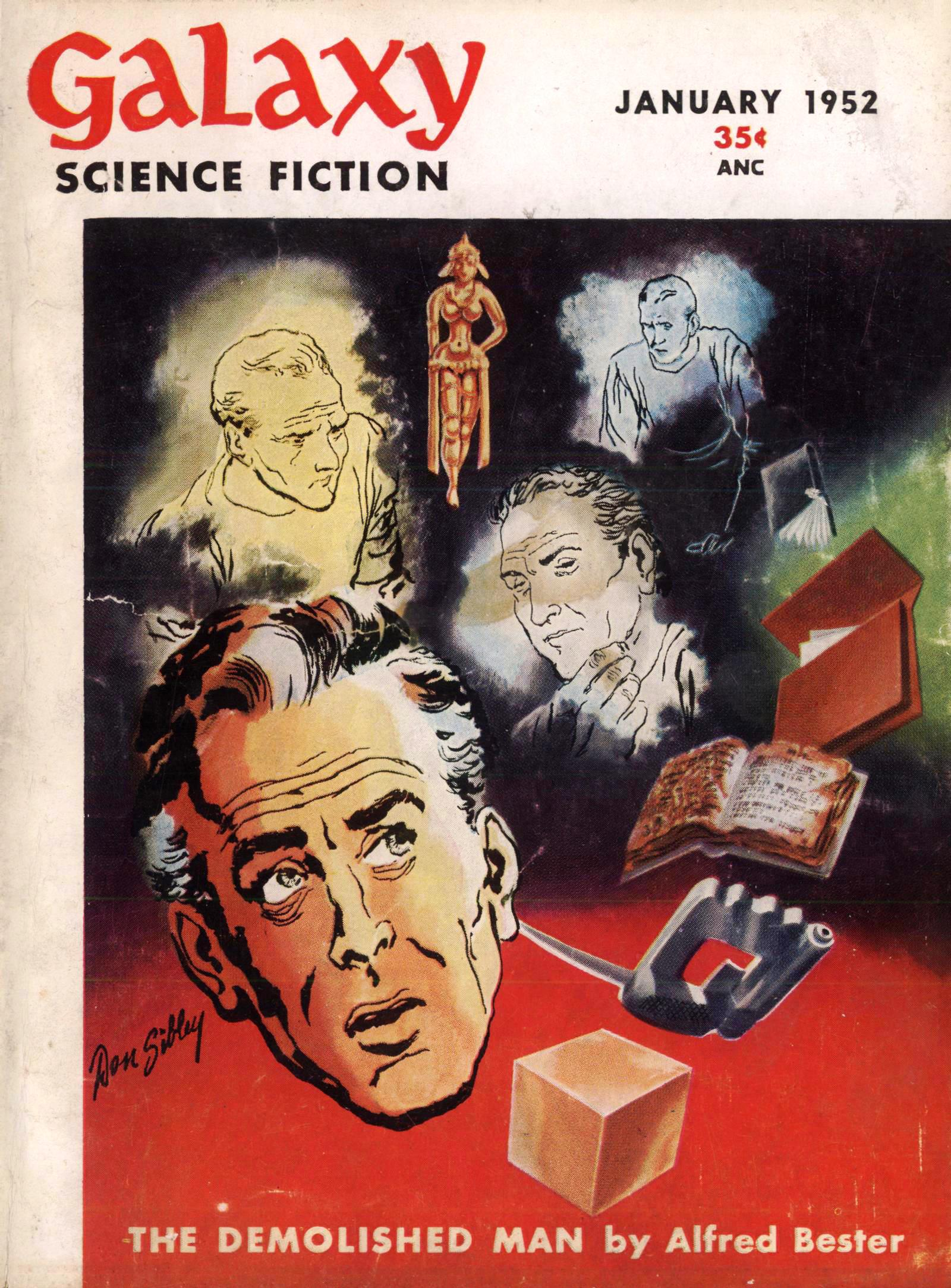
Portada de la edición de enero de 1952 de la revista Galaxy Science Fiction dedicada a El hombre demolido. La novela originalmente se publicó por entregas en los números de enero, febrero y marzo de 1952.

El hombre demolido  está dedicado al editor del Galaxy Science Fiction, H. L. Gold, que hizo las sugerencias durante la escritura. El título elegido originalmente por Bester era Demolition!, pero Gold lo disuadió de ello.
El libro está ambientado en el siglo XXIV. Los viajes espaciales se han convertido en algo corriente y existen colonias humanas en Marte, Venus y los satélites principales de los planetas exteriores. 
La telepatía es una de sus temáticas centrales, y en el universo de ficción es normal que los personajes puedan comunicarse de esa manera, aunque algunos lo logren con mayor efectividad que otros. La tipografía del texto refleja ese tipo de intercambio. La novela utiliza asimismo jeroglíficos y contiene elementos premonitorios del cyberpunk.